# Clarksdale (Mississippi)
Clarksdale è una città (city) degli Stati Uniti d'America, capoluogo della contea di Coahoma, nello Stato del Mississippi.
È situata nel cuore del delta del Mississippi ed è famosa per essere una delle patrie della musica blues. È stata inserita dalla Mississippi Blues Commission come punto importante nel sentiero del blues (Mississippi Blues Trail).

## Curiosità
Leggenda narra che in questa località il famoso cantante Robert Johnson abbia venduto l'anima al diavolo. All'incrocio tra la U.S. Route 61 e la U.S. Route 49, dove si suppone che il fatto abbia avuto luogo, oggi si trova un monumento composto da tre giganti chitarre blu.